# Alexander Merkel
Alexander Merkel (kazašsky Александр Васильевич Меркель; * 22. února 1992, Pervomajskij, Kazachstán) je kazašského-německý fotbalový záložník a bývalý reprezentant Kazachstánu. Od léta 2021 hraje v tureckém klubu Gaziantep.

## Přestupy
- z AC Milán do Janov CFC za 6 500 000 Euro

## Statistiky
| Sezóna  | Klub                     | Liga             | Liga   | Liga | Ligové poháry | Ligové poháry | Ligové poháry | Kontinentální poháry | Kontinentální poháry | Kontinentální poháry | Celkem | Celkem |
| Sezóna  | Klub                     | Soutěž           | Zápasy | Góly | Soutěž        | Zápasy        | Góly          | Soutěž               | Zápasy               | Góly                 | Zápasy | Góly   |
| ------- | ------------------------ | ---------------- | ------ | ---- | ------------- | ------------- | ------------- | -------------------- | -------------------- | -------------------- | ------ | ------ |
| 2010/11 | AC Milan                 | Serie A          | 6      | 0    | IP            | 2             | 1             | LM                   | 2                    | 0                    | 10     | 1      |
| 2011/12 | Janov CFC                | Serie A          | 13     | 0    | IP            | 1             | 0             | -                    | 0                    | 0                    | 14     | 0      |
| 2012    | AC Milan                 | Serie A          | 1      | 0    | IP            | 2             | 0             | -                    | 0                    | 0                    | 3      | 0      |
| 2012/13 | Janov CFC                | Serie A          | 5      | 1    | IP            | 1             | 0             | -                    | 0                    | 0                    | 6      | 1      |
| 2013    | Udinese Calcio           | Serie A          | 5      | 0    | -             | 0             | 0             | -                    | 0                    | 0                    | 5      | 0      |
| 2013/14 | Udinese Calcio           | Serie A          | 0      | 0    | IP            | 0             | 0             | -                    | 0                    | 0                    | 0      | 0      |
| 2014    | Watford FC               | EFL Championship | 11     | 1    | -             | 0             | 0             | -                    | 0                    | 0                    | 11     | 1      |
| 2014/15 | Grasshopper Curych       | Super League     | 6      | 0    | ŠP            | 2             | 0             | LM+EL                | 1*+2*                | 0*                   | 11     | 0      |
| 2015/16 | Udinese Calcio           | Serie A          | 1      | 0    | -             | 0             | 0             | -                    | 0                    | 0                    | 1      | 0      |
| 2016/17 | VfL Bochum               | 2. Bundesliga    | 13     | 0    | NP            | 0             | 0             | -                    | 0                    | 0                    | 13     | 0      |
| 2017/18 | VfL Bochum               | 2. Bundesliga    | 0      | 0    | -             | 0             | 0             | -                    | 0                    | 0                    | 0      | 0      |
| 2018    | FC Admira Wacker Mödling | Bundesliga       | 15     | 1    | -             | 0             | 0             | -                    | 0                    | 0                    | 15     | 1      |
| 2018/19 | Heracles Almelo          | Eredivisie       | 32     | 0    | NP            | 1             | 0             | EL                   | 2*                   | 0*                   | 35     | 0      |
| 2019/20 | Heracles Almelo          | Eredivisie       | 25     | 2    | NP            | 3             | 0             | -                    | 0                    | 0                    | 28     | 0      |
| Celkově | Celkově                  | Celkově          | 133    | 5    | -             | 12            | 1             | -                    | 7                    | 0                    | 152    | 6      |

Poznámky
- i s předkolem.

## Úspěchy

### Klubové
- 1× vítěz italské ligy (2010/11)